# Lon Nol
Lon Nol (Kampong Leav, 13 de noviembre de 1913-Fullerton (California), 17 de noviembre de 1985) fue un militar y político camboyano. Fue dictador de su país entre 1972 y 1975, cuando instauró la república después de derrocar el gobierno monárquico del príncipe Norodom Sihanuk. Ejerció una política pro occidental, para disgusto de los grupos opositores monárquicos y comunistas. Fue derrocado del poder por Pol Pot y sus Jemeres Rojos, y vivió en el exilio hasta su muerte.

## Biografía
Lon Nol nació en la provincia de Prey Veng el 13 de noviembre de 1913 y fue educado por los franceses para servicios civiles. Llegó a ser gobernador provincial en 1946 y llegó a ser el primer líder de la policía civil camboyana. Fue jefe de la institución en 1955 después de que su país se independizó de Francia y para 1960 era el supremo comandante del ejército y ministro de defensa del gobierno del príncipe Norodom Sihanouk. Entre 1966 y 1967 fue por primera vez primer ministro y en 1969 por segunda vez después de que la izquierda salió de la vida pública para dar forma definitiva a los Jemeres rojos.

## Golpe de Estado
Pero la vida de Lon Nol será recordada por lo que protagonizó entre 1970 y 1975 en Camboya. El gobierno del príncipe Norodom Sihanouk había declarado al país neutral durante la guerra de Vietnam, condenado el intervencionismo americano y jugado un papel titubeante en la guerra que no era de la simpatía de los Estados Unidos quien intervenía en apoyo de Vietnam del Sur en contra de las intenciones de unificación de los comunistas de Vietnam del Norte. Lon Nol sería entonces la carta clave para hacer a Norodom Sihanouk de lado y utilizar a Camboya en los planes estadounidenses. El príncipe hizo una gira entre Moscú y Pekín y esto le dio la oportunidad a Lon Nol para asumir el rol de jefe de Estado y declarar una República Jemer. El 18 de marzo de 1970 la Asamblea Nacional votó en deponer al príncipe Norodom Sihanouk y dio todo el poder a Lon Nol entre los que contaban disposiciones especiales en tiempo de emergencia. En síntesis, Lon Nol quedaba como Dictador y tan sólo mantuvo como diputado del primer ministro al príncipe Sirik Matak.

## Guerra de Vietnam
Dicho acto político involucró a Camboya en la guerra de Vietnam y abrió una era de conflictos internos y externos para el país. La primera demanda del Dictador fue exigir al Vietcong y a Vietnam del Norte abandonar el territorio camboyano y cerró cualquier vía de ayuda a las fuerzas de Vietnam del Norte. El príncipe Sihanouk había hecho en 1965 un pacto secreto con Vietnam del Norte y China de permitir bases militares en el territorio jemer. Ahora bien, Lon Nol hacía lo mismo, pero en otra línea: permitiría a Vietnam del Sur y Estados Unidos lo mismo también en un pacto secreto. Lon Nol permitió además que los Estados Unidos adelantaran libremente el más terrible bombardeo sobre el noreste de su propio país con la intención de detener cualquier avanzada del Vietcong y de los Jemeres Rojos. 
En marzo de 1969 Estados Unidos realiza bombardeos secretos al norte de Camboya en la búsqueda de destruir los refugios del Vietcong, autorizados por el recién elegido presidente Richard Nixon y liderados por su director de seguridad nacional Henry Kissinger. Tales bombardeos son ilegales puesto que Estados Unidos no había hecho una declaración de guerra oficial contra Camboya. Por catorce meses son lanzadas en suelo camboyano 110 000 t de bombas. Los bombardeos continuaron hasta 1973. Así se determina que fueron 539 129 t en total, es decir, tres veces y medio más de lo que Estados Unidos lanzó contra el Japón durante la II Guerra Mundial. Las víctimas camboyanas alcanzaron la cifra de 600 000. Las mismas fuentes de la CIA determinaron que dichos bombardeos no hicieron otra cosa que incrementar la popularidad de los Jemeres Rojos entre los campesinos camboyanos del norte del país. En 1973 se producen los primeros éxitos de los Jemeres Rojos contra el ejército republicano. Se toman el 60 % del país. Sin autorización gubernamental, Nixon intensificó los bombardeos contra el país.

## Rebeliones populares
El dictador ordenó que en todo el país se quite la imagen del príncipe Norodom Sihanouk, un acto que iba en contra de una tradición profundamente respetuosa de su rey. Tal acto aparentemente insignificante, le trajo una mayor antipatía popular y los campesinos atacaron los asientos de los gobiernos provinciales e intentaron avanzar hacia Nom Pen, pero el ejército abrió fuego contra los manifestantes, matando a al menos 90 personas. 
La provincia más célebre por sus actos contra el dictador fue Kompong Cham en donde los campesinos capturaron al hermano de Lon Nol, Lon Nil, lo asesinaron y le arrancaron el hígado para ser preparado en un restaurante chino.

## Guerra civil
Los peores enemigos de Lon Nol serían los Jemeres Rojos. Los bombardeos de estadounidenses, además de producir centenares de víctimas entre el campesinado, no habían hecho otra cosa que incrementar el pie de fuerza de los Jemeres Rojos. La supresión de la monarquía llevó al país a una guerra civil entre las Fuerzas Armadas Nacionales Jemeres leales a Lon Nol y las Fuerzas Armadas de Liberación del Pueblo de Camboya que habían sido dominadas enteramente por los Jemeres Rojos. Mientras tanto, el príncipe Norodom Sihanouk había formado un gobierno en exilio en Pekín conocido como el Real Gobierno de la Unidad Nacional de Kampuchea en resistencia al gobierno de Lon Nol. En Camboya la resistencia en contra del dictador estaba usando la figura del príncipe como motivo de unidad, mientras la figura de Lon Nol era completamente impopular entre el campesinado. Muchos campesinos se unían a la insurgencia, lo que determinaría el fin de su gobierno. 
Ante la difícil situación, el dictador pide ayuda a los Estados Unidos y el 18 de noviembre de 1970 el presidente Richard Nixon responde con la aprobación del Congreso de una partida presupuestal para Camboya por US$ 85 millones en asistencia militar para el régimen de Lon Nol. Nixon y la CIA mantendrían estrechas relaciones con Lon Nol, pero el ejército del dictador fue presa fácil de los movimientos comunistas, quienes estaban mejor equipados y contaban con una mayor experiencia, lo que no les permitió contener ni la avanzada del Vietcong ni la de los Jemeres Rojos.

## La caída de Nom Pen
Poco a poco se cerraría la tenaza comunista sobre la capital. EE. UU. intentó como última solución al desastre político pactar el regreso del príncipe Norodom Sihanouk, al darse cuenta del error de querer poner de lado a una figura con un sentido popular inusitado. No había nada más qué hacer y Lon Nol huyó del país días antes de que la misma potencia occidental lo hiciera. El 17 de abril de 1975 la capital cayó en manos de los Jemeres Rojos, quienes se dedicarían a eliminar todo vestigio de la breve República Jemer de Lon Nol y con ello abrirían el país a un nuevo drama: el genocidio camboyano.

## Exilio
El 1 de abril de 1975, Lon Nol renunció y huyó del país hacia Hawái. La principal razón fue su temor al conocer una lista negra de los Jemeres Rojos, con la aprobación implícita del príncipe Sihanouk, en la que su nombre era el primero a ser ejecutado. 
El primer ministro Long Boret y el príncipe Sisowath Sirik Matak y otros altos mandos cuyos nombres no estaban en la lista, escogieron permanecer en el país. Asumieron que si los Jemeres Rojos tomaban el poder, el príncipe Norodom Sihanouk los controlaría. Estaban equivocados: todos fueron sumariamente ejecutados por el nuevo gobierno después de la toma de la capital. 
Lon Nol estuvo todo ese tiempo en Hawái hasta 1979 y luego iría a vivir a California. No volvería a ver a su país, pues moriría el 17 de noviembre de 1985.